# Boxe aux Jeux de la Francophonie de 1997
 (avril 2025).
Si vous disposez d'ouvrages ou d'articles de référence ou si vous connaissez des sites web de qualité traitant du thème abordé ici, merci de compléter l'article en donnant les références utiles à sa vérifiabilité et en les liant à la section « Notes et références ».
Navigation
Édition suivante
Les compétitions de boxe anglaise de la 3e édition des Jeux de la francophonie se sont déroulées du 28 août au 6 septembre 1997 à Antananarivo, Madagascar.

## Résultats

### Podiums
| Catégories                    | Or                      | Argent                   | Bronze                                   |
| Poids mi-mouches (-48 kg)     | Anicet Rasoanaivo       | Domenic Filane           | Mimoun Chent Stephane Menard             |
| Poids mouches (-51 kg)        | Celestin Augustin       | Riaz Durgahed            | Georges Bekono Guy-Elie Boulingui        |
| Poids coqs (-54 kg)           | Moez Zemzeni            | Jean-Claude Razanakolona | Herman Ngoudjo Marian Alexandru          |
| Poids plumes (-57 kg)         | Julio Mboumba           | Josian Lebon             | Habib Ben Belgacem Marc Razafindrabe     |
| Poids légers (-60 kg)         | Giovanni Frontin        | Iulian Ciobanu           | Mamadou Sow Michael Strange              |
| Poids super-légers (-63,5 kg) | Jean de Dieu Soloniaina | Gerry Legras             | Christophe Canclaux Jody Wheaton         |
| Poids welters (-67 kg)        | Fathi Missaoui          | Malik Cherchari          | Brice Ndjave Ndjoye Ernest Atangana Mboa |
| Poids super-welters (-71 kg)  | Gerard Tirpied          | Scott MacIntosh          | Jean Randrianantenaina Jude Micock       |
| Poids moyens (-75 kg)         | Jean-Paul Mendy         | Mourad Louhichi          | Joseph Ranarison Flavio Furtado          |
| Poids mi-lourds (-81 kg)      | Frédéric Serrat         | Troy Ross                | Paul Mbongo Felix Solo                   |
| Poids lourds (-91 kg)         | Georges Akono           | Mark Simmons             | Sosthene Rasoloarison Roland Raforme     |
| Poids super-lourds (+91 kg)   | Jean-Francois Bergeron  | Ali Mansour              | Patrice L'Heureux Hilaire Simo           |

### Tableau des médailles
| Place | Pays              | Médaille d'or | Médaille d'argent | Médaille de bronze | Total |
| ----- | ----------------- | ------------- | ----------------- | ------------------ | ----- |
| 1     | Madagascar        | 3             | 1                 | 5                  | 9     |
| 2     | France            | 3             | 1                 | 2                  | 6     |
| 3     | Tunisie           | 2             | 1                 | 1                  | 4     |
| 4     | Canada            | 1             | 4                 | 4                  | 9     |
| 5     | Maurice           | 1             | 2                 | 0                  | 3     |
| 6     | Cameroun          | 1             | 0                 | 5                  | 6     |
| 7     | Gabon             | 1             | 0                 | 2                  | 3     |
| 8     | Seychelles        | 0             | 1                 | 2                  | 3     |
| 9     | Roumanie          | 0             | 1                 | 1                  | 2     |
| 10    | Liban             | 0             | 1                 | 0                  | 1     |
| 11    | Sénégal           | 0             | 0                 | 1                  | 1     |
| 11    | Cap-Vert          | 0             | 0                 | 1                  | 1     |
| Total | 12 pays médaillés | 12            | 12                | 24                 | 48    |